# Emiel Wybo
Emiel Wybo (1885 - ?) was een Belgische verzetsstrijder  tijdens de Tweede Wereldoorlog. 
Wybo is de vermoedelijke oprichter van een stoomweverij die in 1913 werd gebouwd in Ardooie. Zeker is dat hij er bedrijfsleider was tot 1942. In 1942 gaf hij het bedrijf, dat zou bestaan tot het in 2009 failliet werd verklaard, over aan de latere burgemeester Guillaume De Cauter-Tinel.
Tijdens de Tweede Wereldoorlog was Wybo actief in het verzet. In 1944 ving hij het Joodse jongetje John Buckel op, dat werd voorgesteld als de zoon van zijn overleden dochter Alice. Tijdens een huiszoeking door de Duitsers werd Buckel verstopt onder en stapel zakken in de verlaten fabriek. Wybos dochter Denise bracht tijdens de oorlog provisie aan Buckels ouders, die waren ondergedoken in Brussel. 
Op 2 juni 2005 verleende het Jad Wasjem Aelbers en zijn echtgenote de titel Rechtvaardige onder de Volkeren.